# Cantón Montebello
Cantón Montebello är en ort i Mexiko.   Den ligger i kommunen Tapachula och delstaten Chiapas, i den sydöstra delen av landet, 900 km sydost om huvudstaden Mexico City. Cantón Montebello ligger 569 meter över havet och antalet invånare är 157.
Terrängen runt Cantón Montebello är kuperad åt sydväst, men åt nordost är den bergig. Runt Cantón Montebello är det ganska tätbefolkat, med 179 invånare per kvadratkilometer. Närmaste större samhälle är Huixtla, 12,8 km väster om Cantón Montebello. I omgivningarna runt Cantón Montebello växer i huvudsak städsegrön lövskog.